# Способност увртања језика
Способност увртања језика је нормална особина човека која се наслеђује аутозомно-доминантно и моногенски. 
Језик се може савијати на два начина:
1. ивице језика се савијају према непцу па језик добија изглед трубе и
2. врх језика се савија према непцу.

Особе које могу да савијају језик могу да имају хетерозиготни или хомозиготни генотип, док су особе које ту способност немају искључиви рецесивни хомозиготи.